# 京都大学フィールド科学教育研究センター瀬戸臨海実験所水族館
京都大学フィールド科学教育研究センター瀬戸臨海実験所水族館（きょうとだいがくフィールドかがくきょういくけんきゅうセンターせとりんかいじっけんじょすいぞくかん）は和歌山県西牟婁郡白浜町にある水族館。京都大学フィールド科学教育研究センター瀬戸臨海実験所の附属施設。
1922年7月28日に開所した京都帝国大学理学部附属瀬戸臨海研究所の水槽室を、京都大学理学部附属瀬戸臨海実験所水族館の名称で1930年6月1日から一般公開している。通称：京都大学白浜水族館。日本の国立大学法人のもつ臨海実験所で博物館法による博物館相当施設の指定を受けている唯一の施設である。耐震化を含む改修工事を経て、2014年7月5日にリニューアルオープンした。
同館が位置する和歌山県白浜町周辺に生息する水族を常時約500種展示しており、中でも無脊椎動物は年間451種6349点（2012年実績）と国内有数である。

## 施設
- 第1水槽室 - 水槽数 1（240t）

ロウニンアジ、ギンガメアジなどのヒラアジ類やブリ、カンパチなどの回遊魚と、エイラクブカなどのサメ類を展示。
- 第2水槽室 - 水槽数 33（計110t）

海産無脊椎動物を分類群ごとに展示。サンゴやイソギンチャク、クラゲなどの刺胞動物、環形動物のゴカイ類、貝類やタコなど軟体動物、エビ、カニ、ヤドカリなど節足動物、ウミシダ、ヒトデ、クモヒトデ、ウニ、ナマコといった棘皮動物、脊索動物のホヤ類など大型の動物に加え、ヒモムシ（紐型動物）、ホシムシ（星口動物）などの小型で一般の水族館では展示しないような動物も見ることができる。
- 第3水槽室 - 水槽数 6（計5t）

常設展示が難しい珍しい生き物や、特定の季節にしか見られない動物、話題の生き物などを展示するマリンギャラリー。
- 第4水槽室 - 水槽数 18（計112t）

前半は、干潟、岩礁、藻場など様々な海洋環境ごとにそこに住む生き物を展示。後半は海産魚類を分類群ごとに展示。生き物を観察しやすいよう、水槽内のレイアウトはできるだけシンプルにしている。

## 利用情報
開館時間
- 9時 - 17時（ただし入館は16時30分まで）
- 年中無休

所在地
- 〒649-2211 和歌山県西牟婁郡白浜町459

位置情報
- 北緯33度41分33.80秒 東経135度20分15.46秒 / 北緯33.6927222度 東経135.3376278度

交通アクセス
- JRきのくに線 白浜駅 から明光バス「町内循環線（とれとれ市場・臨海・三段壁経由)」行きで20分、「臨海」バス停下車、徒歩3分

## 周辺
- 南方熊楠記念館（隣接）
- 円月島 - 国の名勝
- 白浜海底観光船グラスボート（徒歩約3分）
- 本覚寺 - 貝寺
- 白良浜